# 孔纁
孔纁（?—?）。曲阜（今山東曲阜）人。
孔子第四十代孫，祖父孔戣、父孔溫質，官至嶺南節度使、禮部尚書，是咸通十四年（873年）狀元。其堂弟孔緯是大中十三年（859年）狀元，另一位堂弟孔緘為乾符三年（876年）狀元，一家三兄弟皆狀元。但事蹟失考。